# Prince of Tennis Zenkoku Taikai-Hen
Prince of Tennis: Zenkoku Taikai-Hen es una serie de Animaciones Originales en Vídeo que sirven de continuación del anime Prince of Tennis, y trata sobre la participación del equipo de Seigaku en el 20º Torneo Nacional de Tenis Escolar de Japón.
A partir del mes de abril de 2006 salió en DVD la primera tanda de videos, titulada "Prince of Tennis Zenkoku Taikai-Hen", que constó de 13 episodios agrupados en 7 volúmenes. En junio de 2007 salió la segunda serie de videos, titulada "Prince of Tennis Zenkoku Taikai-Hen - Semifinal", que constó de 6 episodios agrupados en 3 volúmenes. El 25 de abril de 2008 comenzó la última tanda de videos, titulada "Prince of Tennis Zenkoku Taikai-Hen - Final", que consta de 4 volúmenes, de los cuales el último salió el 23 de enero de 2009. 

## Música
Temas de apertura (openings)
- Episodio 1 al 9: "Flower ~sakimidareshi hana~" por GIGS
- Episodios 10 al 15: "Kakaeta Kiseki" por Aozu
- Episodios 16 al 19: "Koi no Gekidasa Ecstasy" por Tachikiritai
- Episodios 21 al 26: "Across my Line" por Minagawa Junko

Nota: El episodio 20 no contiene opening.
Temas de cierre (endings)
- Episodios 1 al 9: "Hello & Goodbye" por Kaoru Kondou
- Episodios 10 al 13: "Fujouri" por Hyoutei Eternity
- Episodios 14 al 19: "Thank You!!" por Cap to Bin
- Episodio 20: "Ya-ki-ni-ku" por Tong Buta
- Episodios 21 al 26: "Dear Prince ~Tennis no Oujisama-tachi he~" por Ikemen Samurai

## Lista de episodios

### Prince of Tennis Zenkoku Taikai-Hen
Total de episodios: 13 (1 al 13).
- 01. El Regreso del Príncipe
- 02. Caliente y Frío
- 03. El cuarto contraataque
- 04. Kikumaru a solas
- 05. El verano más largo
- 06. El hombre llamado Asesino
- 07. ¿¡El príncipe del Volley-Playa!?
- 08. Premonición de tormenta
- 09. El corazón no se rinde
- 10. Partido rápido
- 11. Kunimitsu Tezuka
- 12. Somos dos
- 13. Batalla mortal: Rey contra Príncipe

### Prince of Tennis Zenkoku Taikai-Hen - Semifinal
Total de episodios: 6 (14 al 19).
- 01. Shitenhouji vs. Fudoumine
- 02. Rugido
- 03. El Horror del Tenis Cómico
- 04. La Carga del Seigaku
- 05. Las Dos Puertas
- 06. ¡Partido a un Punto!

### Prince of Tennis Zenkoku Taikai-Hen - Final
Total de episodios: 6 (20 al 26).
- 00. El príncipe del Yakiniku
- 01. ¡La confrontación cumbre!
- 02. Nuestra forma de hacer las cosas
- 03. ¿Puedes ver las estrellas visibles en el día?
- 04. Unificando los corazones
- 05. ¡La batalla final! El príncipe vs. el hijo de dios
- 06. Querido príncipe (Para los príncipes del tenis)